# El Campo (Teksas)
El Campo – miasto w Stanach Zjednoczonych, w stanie Teksas, w hrabstwie Wharton.

## Demografia
Według przeprowadzonego przez United States Census Bureau spisu powszechnego w 2010 miasto liczyło 11 602 mieszkańców, co oznacza wzrost o 6,0% w porównaniu do roku 2000. Natomiast skład etniczny w mieście wyglądał następująco: Biali 76,1%, Afroamerykanie 10,9%, Azjaci 0,5%, pozostali 12,5%.